# Bernard Guillemain
Bernard Guillemain (Neuilly-sur-Seine, 26 ottobre 1923 – Bougainville, 19 settembre 2012) è stato uno storico francese, specializzato nella storia religiosa del medioevo.

## Biografia
Professeur Agrégé d'histoire, diplomato all'École pratique des hautes études, dottore in Lettere, Bernard Guillemain è professore emerito all'Università Bordeaux Montaigne
È uno specialista del medioevo e, in particolare, della storia religiosa del Medioevo.
È collaboratore dell'Enciclopedia dei papi (2000), pubblicazione dell'Istituto dell'Enciclopedia italiana Treccani. 

## Opere
- La chrétienté, sa grandeur et sa ruine (De l'an mille au milieu du 15e siècle) -  Fayard, 1959
- Twentieth century encyclopedia of Catholicism. Vol. 76. The Early Middle Ages, Hawthorn Books, 1960
- Twentieth century encyclopedia of Catholicism. Vol. 77. The Later Middle Ages, Hawthorn Books, 1960
- La cour pontificale d'Avignon 1309-1376. Étude d'une societé – Éditions E. de Boccard, Paris, 1966
- Histoire universelle. L'éveil de l'Europe 1000 - 1250, Éd. Le livre de poche, 1969
- Bernard Guillemain (a cura di) - Le diocèse de Bordeaux - Beauchesne, Paris, 1974
- con Yves Renouard, Les Hommes d'affaires italiens du Moyen Age, Parigi, 1968; ristampa 1995
  - Gli uomini d'affari italiani nel Medioevo, Milano, Rizzoli, 1973
- Les Papes d'Avignon (1309-1376), Éditions du Cerf, 1998[2000]
  - I Papi di Avignone 1309-1376. Arte, cultura, organizzazione, carità. La Chiesa al passaggio dal medioevo al mondo moderno Edizioni San Paolo, 2003, ISBN 978-88-215-4805-5
- AA.VV., Storia del Cristianesimo, 14 voll., A cura di Michel Mollat du Jourdin e André Vauchez (ed. italiana a cura di Roberto Rusconi), Edizioni Borla, 1998 ISBN 978-88-263-1024-4
- AA.VV, Bibliographie de l'histoire médiévale en France (1965-1990), a cura di Michel Balard, Publications de la Sorbonne, 1992 ISBN 978-28-594-4214-9
- AA.VV, Le clerc séculier au Moyen Âge, a cura di Michel Balard, Publications de la Sorbonne, 1993 ISBN 978-28-594-4231-6